# Hajredin Kuçi
Hajredin Kuçi (ur. 2 stycznia 1971 w Peciu) – kosowski polityk, wicepremier Kosowa w latach 2008-2012.

## Życiorys
Ukończył studia prawnicze na Uniwersytecie w Prisztinie, a następnie podyplomowe w Turcji w zakresie prawa międzynarodowego. Był wykładowcą oraz zastępcą rektora Uniwersytetu w Prisztinie. Od 2001 zasiada w parlamencie Kosowa. W latach 2001–2004 przewodniczył Komisji Edukacji, Nauki i Technologii Zgromadzenia Kosowa, a następnie od 2004 do 2007 Komisji ds. Regulacji Pracy. Od 2007 stoi na czele Komisji Konstytucyjnej.
Kuci brał udział w negocjacjach międzynarodowych dotyczących statusu Kosowa. Zajmował również stanowisko wiceprzewodniczącego Demokratycznej Partii Kosowa. W rządzie premiera Hashima Thaçiego objął funkcję wicepremiera.